# British Journal of Psychiatry
Das British Journal of Psychiatry (BRIT J PSYCHIAT) ist eine peer-reviewte wissenschaftliche Fachzeitschrift, in der Forschungsarbeiten zu psychiatrischen Erkrankungen veröffentlicht werden. Sie wird vom Royal College of Psychiatrists herausgegeben. Von Zeit zu Zeit werden Sonderausgaben zu speziellen Themen veröffentlicht. Der Chefredakteur ist Peter Tyrer. Das vollständige Archiv der Zeitschrift beginnend mit dem Jahr 1855 ist online zugänglich. Seit dem Jahr 2000 sind alle Beiträge ein Jahr nach Veröffentlichung kostenfrei einsehbar. Das BJP wurde 1853 unter dem Titel Asylum Journal gegründet und von 1858 bis 1963 unter dem Namen Journal of Mental Science herausgegeben. Der Impact Factor betrug im Jahr 2016 7.06.